# Estación de Erquelinnes
La estación de Erquelinnes es una estación de tren belga situada en la frontera de Bélgica con Francia, en la provincia de Henao, región Valona.
Es la primera estación de la localidad, seguida de la de Erquelinnes-Village. Pertenece a la línea  de S-Trein Charleroi.

## Situación ferroviaria
La estación se encuentra en la línea 130 (Charleroi-Erquelinnes-frontière).

## Intermodalidad
| Línea | Procedencia           | Parada           | Destino          |
| ----- | --------------------- | ---------------- | ---------------- |
| 108   | BINCHE Kursaal-Postes | ERQUELINNES SNCB | ERQUELINNES SNCB |
| 134   | ERQUELINNES SNCB      | ERQUELINNES SNCB | MONS SNCB        |